# Iž, otok glagoljice
Iž, otok glagoljice, hrvatski kratki dokumentarni film autorice Zrinke Krešo o otoku Ižu. Dotiče se teme pjevanja na staroslavenskom jeziku na blagdan Velike Gospe. Prikazani su fragmenti glagoljaškog pjevanja, slova azbuke i posebnost staroslavenskog jezika - jezik u kojem nema psovki.